# Borago
- Commons
- Wikispecies

Borago L. é um género de plantas pertencente à família das Boragináceas, muitas cultivadas como ornamentais. As espécies deste género também são comummente conhecidas como «boragos».

## Sinonímia
- Borrachinea Lavy

## Espécies
- Borago longifolia Poiret
- Borago officinalis L.
- Borago pygmaea (DC.) Chater & Greuter
- Borago trabutii Maire
- Lista completa

## Classificação do género
| Sistema | Classificação                      | Referência               |
| ------- | ---------------------------------- | ------------------------ |
| Linné   | Classe Pentandria, ordem Monogynia | Species plantarum (1753) |